# Deutscher Studienpreis
Für den Deutschen Studienpreis, den die Körber-Stiftung jährlich verleiht, können sich Nachwuchswissenschaftler aller Disziplinen bewerben, deren Doktorarbeit eine besondere gesellschaftliche Relevanz aufweist. Er ist mit Preisen im Gesamtwert von 130.000 Euro einer der höchstdotierten Preise für den wissenschaftlichen Nachwuchs in Deutschland. Das Preisgeld teilen sich die drei Erstplatzierten (je 25.000 Euro) und sechs Zweitplatzierten (je 10.000 Euro). Schirmfrau des Deutschen Studienpreises ist seit November 2021 die Bundestagspräsidentin Bärbel Bas. Vor ihr waren bereits ihre Vorgänger im Amt des Bundestagspräsidenten, Norbert Lammert und Wolfgang Schäuble, Schirmherren des Preises.
Von 1996 bis 2006 richtete sich der Deutsche Studienpreis an Studierende und wurde zweijährlich, ab 2006 jährlich zu unterschiedlichen Themen ausgeschrieben. Im Jahr 2007 beschloss die Körber-Stiftung aufgrund der Veränderungen im deutschen Hochschulsystem die Umstellung auf einen reinen Promotionspreis.

## Teilnahmebedingungen
Promovierte aller Fachrichtungen können sich für den Deutschen Studienpreis bewerben, wenn sie ihre Dissertation im Ausschreibungsjahr mit der Note „summa“ oder „magna cum laude“ abgeschlossen haben. Die Bewerber müssen in einem Essay die wesentlichen Ergebnisse ihrer Dissertation präsentieren und die besondere gesellschaftliche Relevanz ihrer Untersuchungen spannend und verständlich darstellen. Einsendeschluss ist der 1. März jedes Jahres.

## Kategorien und Preisgelder
Der Deutsche Studienpreis lobt seit 2008 die Preise in den Sektionen Natur- und Technikwissenschaften, Kultur- und Geisteswissenschaften sowie Sozialwissenschaften aus.

### Preisgelder und Themen
Bis 1999 Angaben in DM, danach in Euro. In den ersten Jahren wurden auch dritte Preise und Förderpreise vergeben, die z. B. im Jahr 2001 20-mal 3.000 und 30-mal 1.000 Euro betrugen.
| Jahr      | Erste Preise | Preisgeld | Zweite Preise | Preisgeld | Thema                                                                                        |
| --------- | ------------ | --------- | ------------- | --------- | -------------------------------------------------------------------------------------------- |
| 1997      | 5            |           |               |           | Visuelle Zeitenwende? Bilder – Technik – Reflexionen                                         |
| 1999      | 5            | 10.000    |               | 7.500     | Risiko! Der Umgang mit Sicherheit, Chance und Wagnis                                         |
| 2001      | 5            | 05.000    | 10            | 4.000     | Bodycheck – Wieviel Körper braucht der Mensch?                                               |
| 2003      | 5            | 05.000    |               | 2.000     | Tempo! – Die beschleunigte Welt                                                              |
| 2005      | 5            | 05.000    | 10            | 2.000     | Mythos Markt? Die ökonomische, rechtliche und soziale Gestaltung der Arbeitswelt             |
| 2006      | 5            | 05.000    | 10            | 2.000     | Ausweg Wachstum? Arbeit, Technik und Nachhaltigkeit in einer begrenzten Welt                 |
| 2007      | 5            | 05.000    | 05            | 2.000     | Mittelpunkt Mensch? Leitbilder, Modelle und Ideen für die Vereinbarkeit von Arbeit und Leben |
| 2008      | 3            | 30.000    | –             | –         |                                                                                              |
| 2009      | 3            | 30.000    | 07            | 3.000     |                                                                                              |
| 2010–2013 | 3            | 30.000    | 06            | 3.000     |                                                                                              |
| 2014–2016 | 3            | 25.000    | 06            | 5.000     |                                                                                              |
| 2017      | 3            | 25.000    | 07            | 5.000     |                                                                                              |

## Jurierung
Die Jury, bestehend aus Mitgliedern des Kuratoriums des Deutschen Studienpreises, wählt die besten Arbeiten aus. Die Verfasser werden eingeladen, bei insgesamt drei ganztägigen, nach den drei Kategorien getrennten Veranstaltungen ihre Forschungsergebnisse persönlich den Juroren zu präsentieren, um diese von der fachlichen Qualität und dem gesellschaftlichen Wert ihrer Forschungen zu überzeugen. In jeder Kategorie werden ein erster und zwei zweite Preise vergeben. Im Kuratorium sitzen Vertreter aus Wissenschaft, Medien und Politik, den Vorsitz hat der Philosoph Michael Quante.

## Preisträger
Erste Preise erhielten (Preisträger 1997–2001 unvollständig):
- 1997 Julian Petrin und Christian Albrecht, Uwe Kurze und Danilo Ludwig, Andreas Eicker und Niels Albrecht
- 1999 Katja Eichler, Detlef Beltz, Gruppe Regensburger Studenten (Christoph Scherber, Anja Hoffmann, Fabian Filipp, Martin Gründl)
- 2001 Robin Hoffmann, Andreas Löschel, Carsten Dewey
- 2003 Nadine Schöneck, Wilhelm Hofmann und Stefan Huck, Johanna Marxer, Luise Duda und Anna Neumann, Daniel Shin Altmann[6]
- 2005 Anne Giebel und Christian Apfelbacher, Doris Eikhof, Christin-Melanie Fuchs, Karen Mühlenbein und Christiane Mück, Susanne Ludwig[7]
- 2006 Elena Kikina, Philipp Krohn, Peter Schwarz, Emilio Marti und Marius Christen, Tobias Lorenz[8]
- 2007 Mikko Börkircher und Thilo Gamber, Christian Dries, Bianca Koczan, Martin Schröder und Martin Ehlert, Jakob Schillinger[9]
- 2008 Gesine Marquardt, Hendrik Dietz, Stephan Sallat
- 2009 Berit Bliesemann de Guevara, Alexander Hellgardt, Tobias Otto
- 2010 Martin Binder, Angela Kolbe, Hauke Marquardt
- 2011 Katrin Kinzelbach, Moritz Renner, Bengt-Frederick Belgardt
- 2012 Jörg Frischeisen, Sabine Machhausen, Benjamin D. Hennig
- 2013 Annette Ranko, Philip Mader, Anne Jung
- 2014 Nicole Rippin, Sabine Donauer, Karl Sebastian Mandel
- 2015 Anita Gohdes, Svenja Hinderer, Tim Neelmeier
- 2016 Astrid Séville, Elisabeth Wilhelm, Tom Pleiner
- 2017 Volker Strauss, Sebastian Schlund, Julia Strasheim
- 2018 Silke Braselmann, Johannes Wandt, Anne Christine Holtmann
- 2019 Katharina Neumann, Kilian Huber, Frederik Kotz
- 2020 Andrea Binder, Lucia Sommerer, Johanna Kirchhoff
- 2021 Davina Höll, Philipp Schommers, Verena Rossow
- 2022[10] Kim Teppe, Manuel Häußler, Lars Nolting
- 2023[11] Samira Akbarian, Julia Habermann, Nikita Hanikel
- 2024[12] Stefan Nagel, Lena Cords, Hannah Klauber
- 2025[13] Lara Bister, Christian Ollig, Christina Eisenbarth

Zweite Preise erhielten:
- 2009[14] Ludwig Bilz, Martina Brandt, Claudia Maria Corlazzoli, Rafael Grytz, Ralf Jox, Matthias Seimetz, Martin Tomasik
- 2010[15] Ümit Aydin, Leena Bröll, Sandra Bucerius, Jan-Christoph Heilinger, Katharina Kern, Michael Krieg
- 2011[16] Florian Beißner, Katja Bertsch, Christina Boll, Wolfgang Guter, Torsten Rademacher, Juli Zeh
- 2012[17] Martin Bredenbeck, Charlotte Giesen, Martin Hillebrecht, Kerstin Humberg, Juliane Müller, Kerstin Rosenow-Williams
- 2013[18] Judith Benz-Schwarzburg, Aladin El-Mafaalani, Ruth Lohwasser, Reyhan Şahin, Christian Schwarz, Christian Walter-Klose
- 2014[19] Jürgen Biedermann, Philip Bittihn, Julia Polyhymnia Geneuss, Christian Hunkler, Diana Marossek, Eva Marie Mühe
- 2015[20] Johanna Allmann, Marike Bartels, Anna Beckers, Pascal Beese-Vasbender, Lukas Haffert, Philipp Wessels
- 2016[21] Jochen Antes, Christoph Bareither, Filipe Fischmann, Laura Laprell, Anastasia Poulou, Conrad Ziller
- 2017[22] Jan Suckau, Wolfgang Wieser, Christopher Buschow, Stefanie Egidy, Aileen Edele, Sina Leipold, Klaus Michael Reininger
- 2018[23] Nora Derbal, Simon Gerdemann, Markus Parzefall, Kai Markus Schneider, Jan Brülle, Lea Puchert
- 2019[24] Elena Link, Ferdinand Weber,  Julia Jansing, Ines Schreiver, Charlotte Fiedler, Johannes Fioole, Farina Hodiamont
- 2020[25] Marie von Falkenhausen, Veronika Settele, Lara Bücker, Hans-Jürgen Heidebrecht, Elisa Pfeiffer, Vanessa Rau
- 2021[26] Helena Barop, Tobias Vogel, Nhomsai Hagen, Moritz Koch, Anike Krämer, Nadine Knab
- 2022[10] Patrick Abel, Martin Siegler, Julia Böcker, Mareike Trauernicht, Felix Lansing, Weihan Li
- 2023[11] Laura Anna Klein, Alexander Wentker, Kerstin Zettl-Schabath, Jonas Zink, Dominik Šišejković, Christian Sig
- 2024[12] Marvin Reiff, Philipp Koepsell, Stefan Rothe, Tobias Weitz, Silvia Weko, Elisa Rottner
- 2025[13] Anna Billerbeck, Tim Heinkelmann-Wild, Anna Biedermann, Joey Rauschenberger, Angelika Dannert, Laura König-Mattern

## Kritik
Kritiker, insbesondere frühere Preisträger, bemängeln, dass es seit 2007 für Studierende und Fachhochschüler in Deutschland keinen vergleichbaren Wettbewerb zur frühen Förderung innovativer Ideen mehr gebe.
Ein weiterer Kritikpunkt besteht darin, dass der Wettbewerb den Namen „Deutscher Studienpreis“ ohne inhaltliche Berechtigung trägt, da er von einer privaten Stiftung und nicht etwa von der Bundesregierung ausgelobt wird.